# 奥田博之 (アナウンサー)
奥田 博之（おくだ ひろゆき、1933年10月16日 - ）は、フリーアナウンサーで、元ラジオ神戸（現在のラジオ関西）アナウンサー。

## 来歴・人物
京都府京都市出身。同志社大学法学部時代は放送部に所属。大学在学中（採用決定後）からラジオ神戸で仕事をしていたという。
卒業後の1958年（昭和33年）にラジオ神戸に入社。ラジオ関西時代は、「電話リクエスト」でマリア・リグレステイ、「ラジオ関西のナマナマ大放送」では笑福亭鶴光と担当するなど看板アナウンサーとなり、また、阪神タイガース戦をメインにプロ野球中継も担当、日本シリーズ中継ではラジオ関東（現在のラジオ日本）でもその放送は流れた。
1979（昭和54）年頃ラジオ関西を退職しフリーアナとなり、読売テレビ「2時のワイドショー」やサンテレビ「サンテレビボックス席」の中継で活躍した。
家族構成は妻と2男。

## 過去の出演番組
- テレビ
  - 2時のワイドショー（司会）（読売テレビ、1980年4月 - 1989年6月16日）
  - サンテレビボックス席（サンテレビ）
  - エリアジャーナル（京都放送）
- ラジオ
  - 電話リクエスト（ラジオ関西）
  - ラジオ関西のナマナマ大放送（ラジオ関西）
  - 奥田ひろゆき登場!!「ごきげんジョッキー」（ラジオ関西）